# 莱昂·博纳
萊昂·博納（法語：Léon Bonnat，法語發音：[leɔ̃ bɔna]；1833年6月20日—1922年9月8日）是一位法國畫家及法國美術學院藝術教授。

## 生平
萊昂·博納於1869年在巴黎獲得榮譽勳章，之後繼續贏得法國榮譽軍團勳章大軍官勳位，並於1882年成為法國美術學院藝術教授。萊昂·博納在巴黎受到美國學生的歡迎。除了母語法語以外，他會西班牙語和義大利語，也熟悉英語。 1905年5月，他繼承保罗·迪布瓦成為美術學院院長。朱利葉斯·卡普蘭（Julius Kaplan）將萊昂·博納稱為“一位自由主義的老師，強調藝術簡約性凌駕學術成就，且整體效果凌駕細節。”
1917年，萊昂·博納當選為國家學院博物館和學校榮譽會員。

## 作品

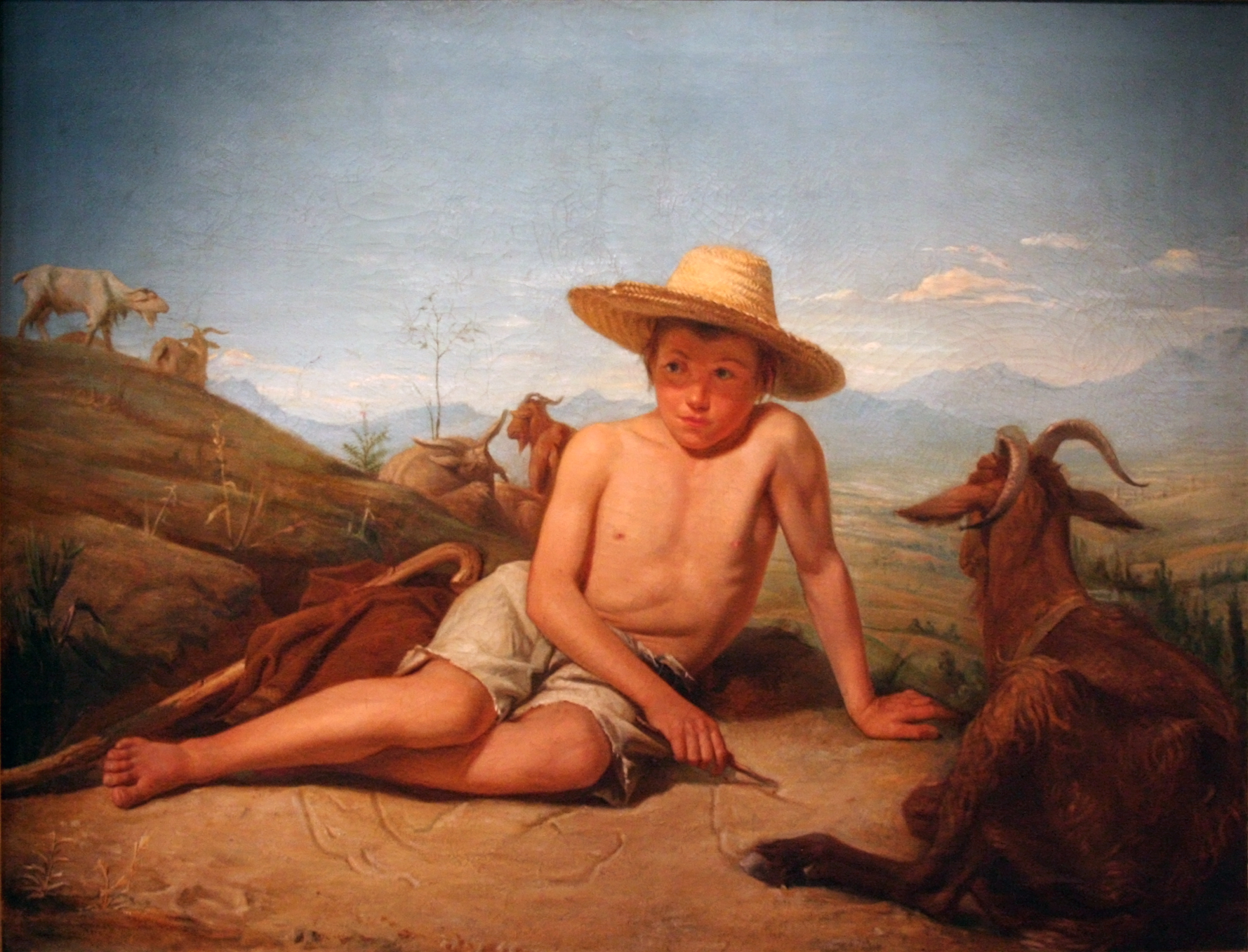
Giotto gardant 山羊，1850年，現藏於博納博物館
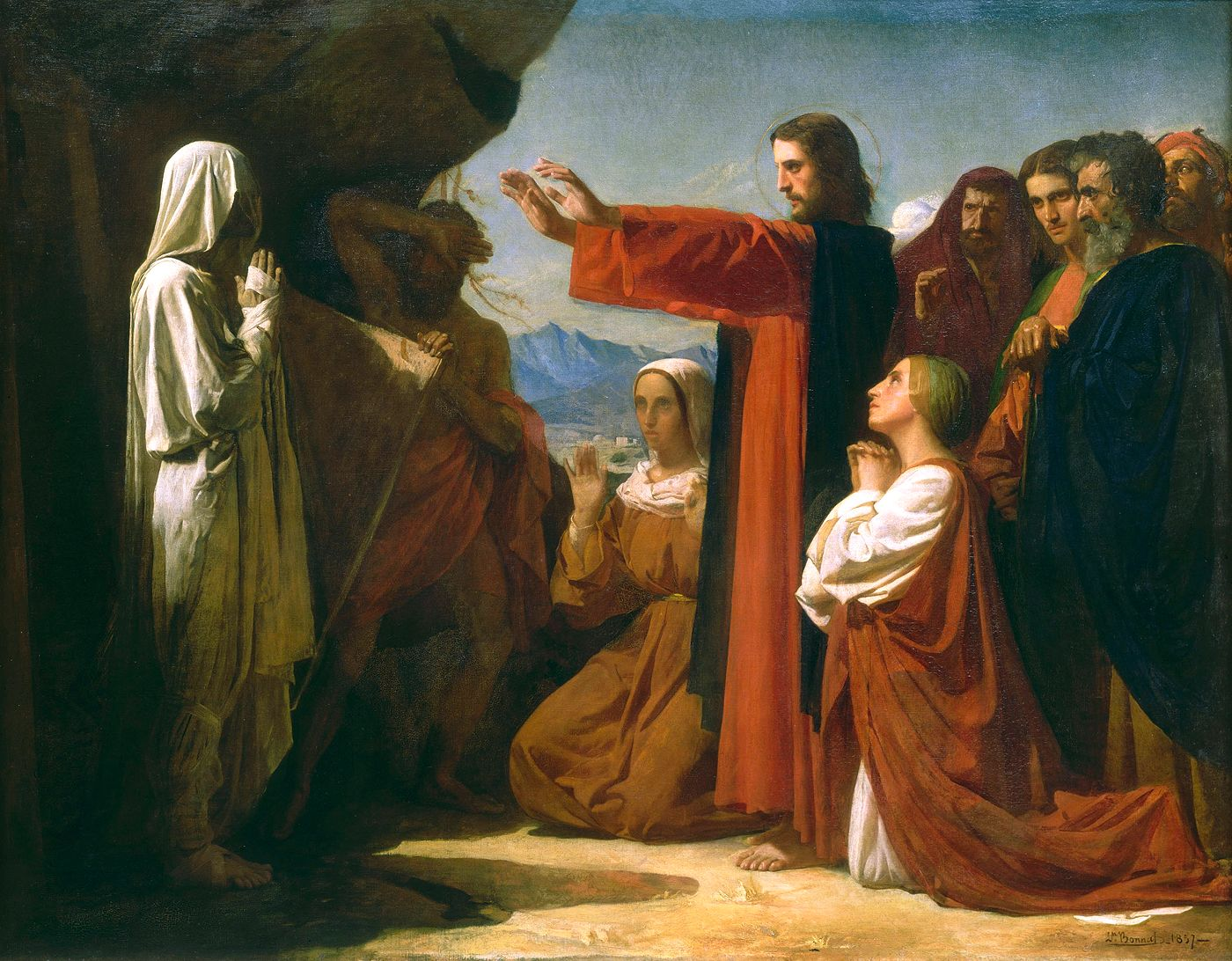
拉撒路的復活，1857年
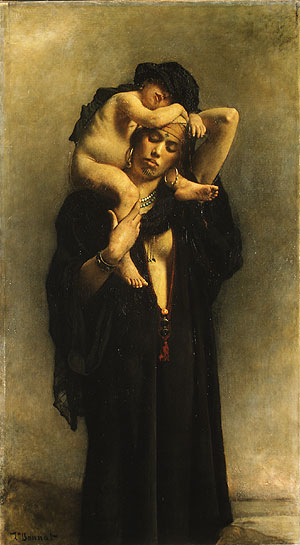
一位埃及農婦和她的孩子，1869–1870年，現藏於大都會藝術博物館
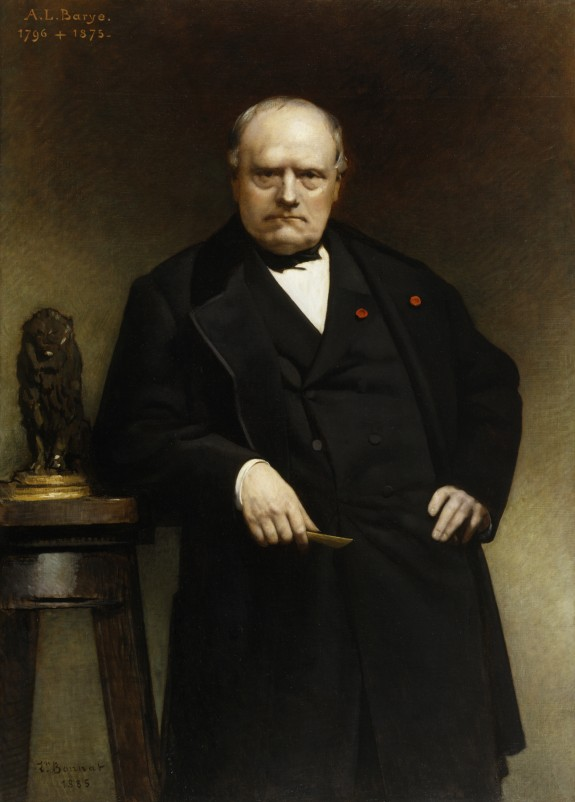
安托萬-路易·巴里像，1868年，現藏於沃爾特斯藝術博物館
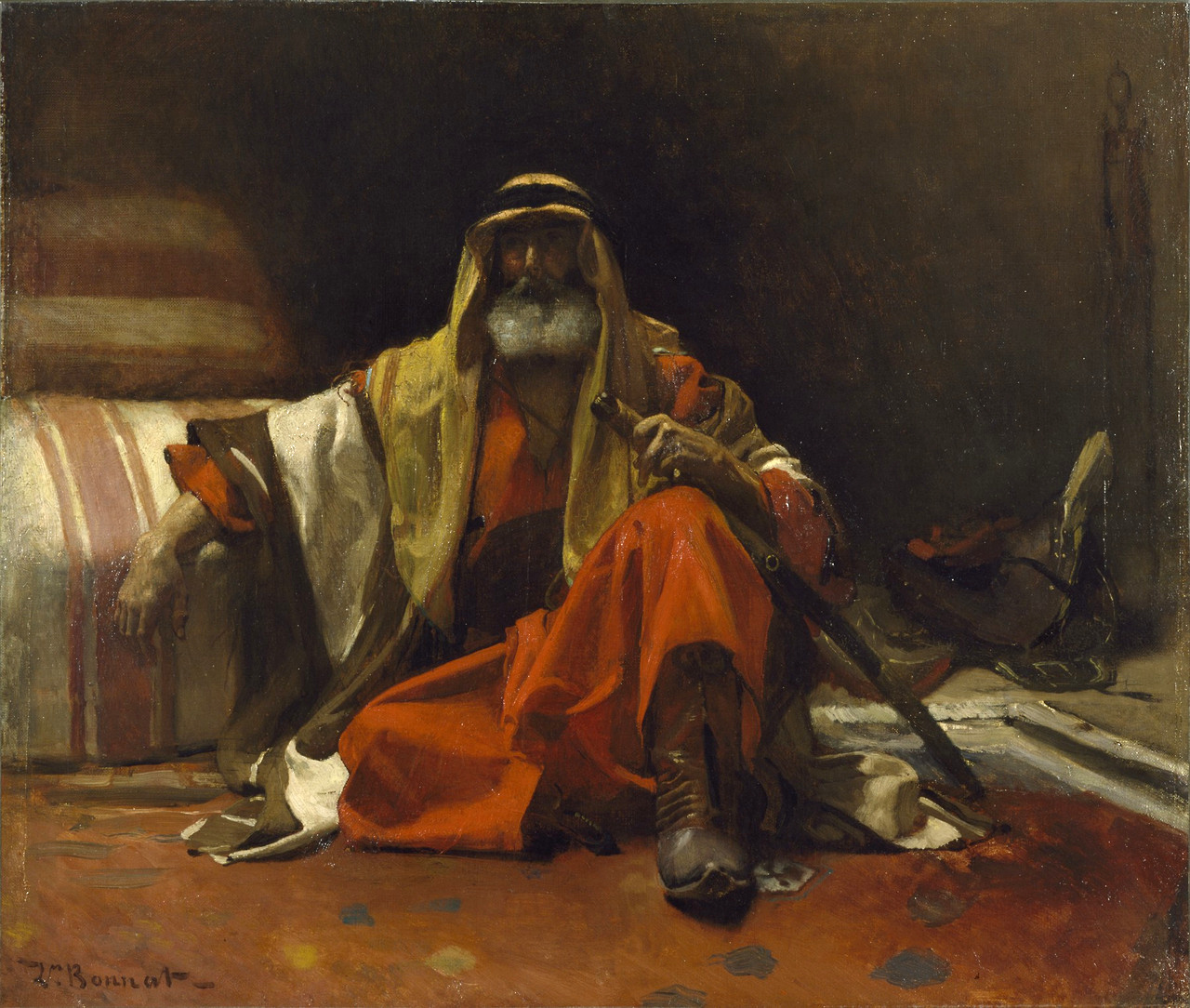
一個阿拉伯酋長，1870年，現藏於沃爾特斯藝術博物館（英语：Walters Art Museum）
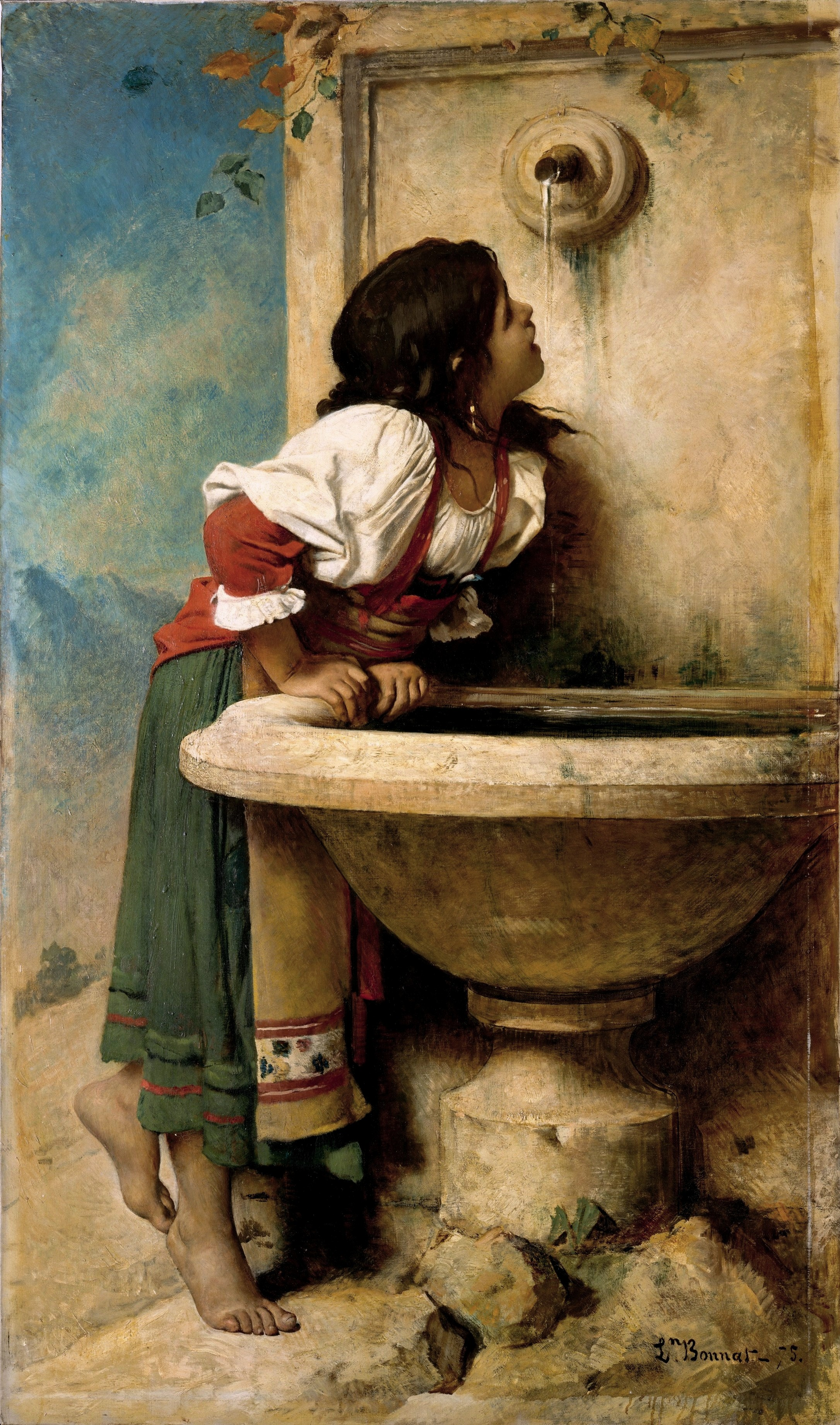
噴泉旁的羅馬女孩，1875年，現藏於大都會藝術博物館
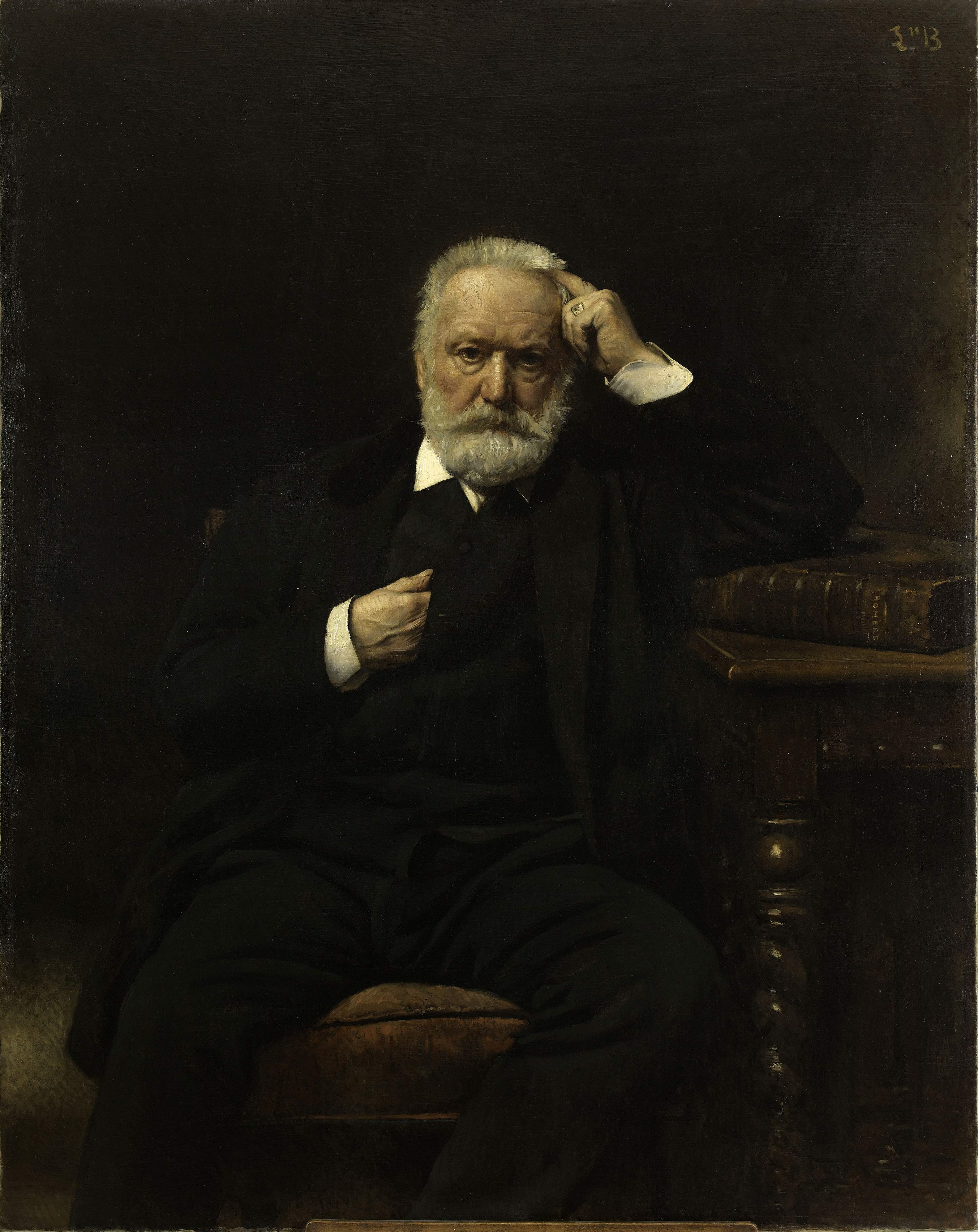
維克多·雨果像，1879年，現藏於凡爾賽宮
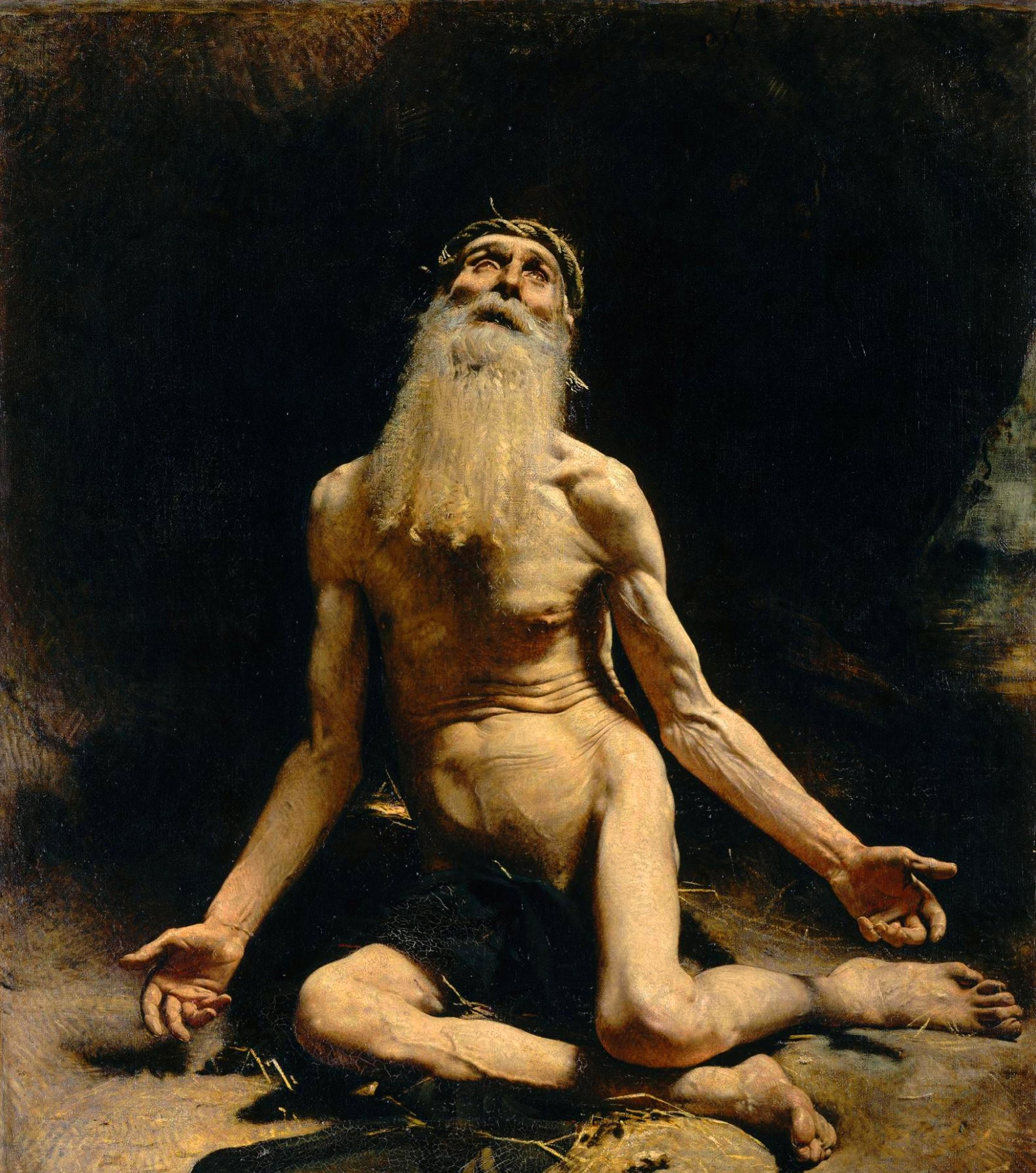
約伯，1880年
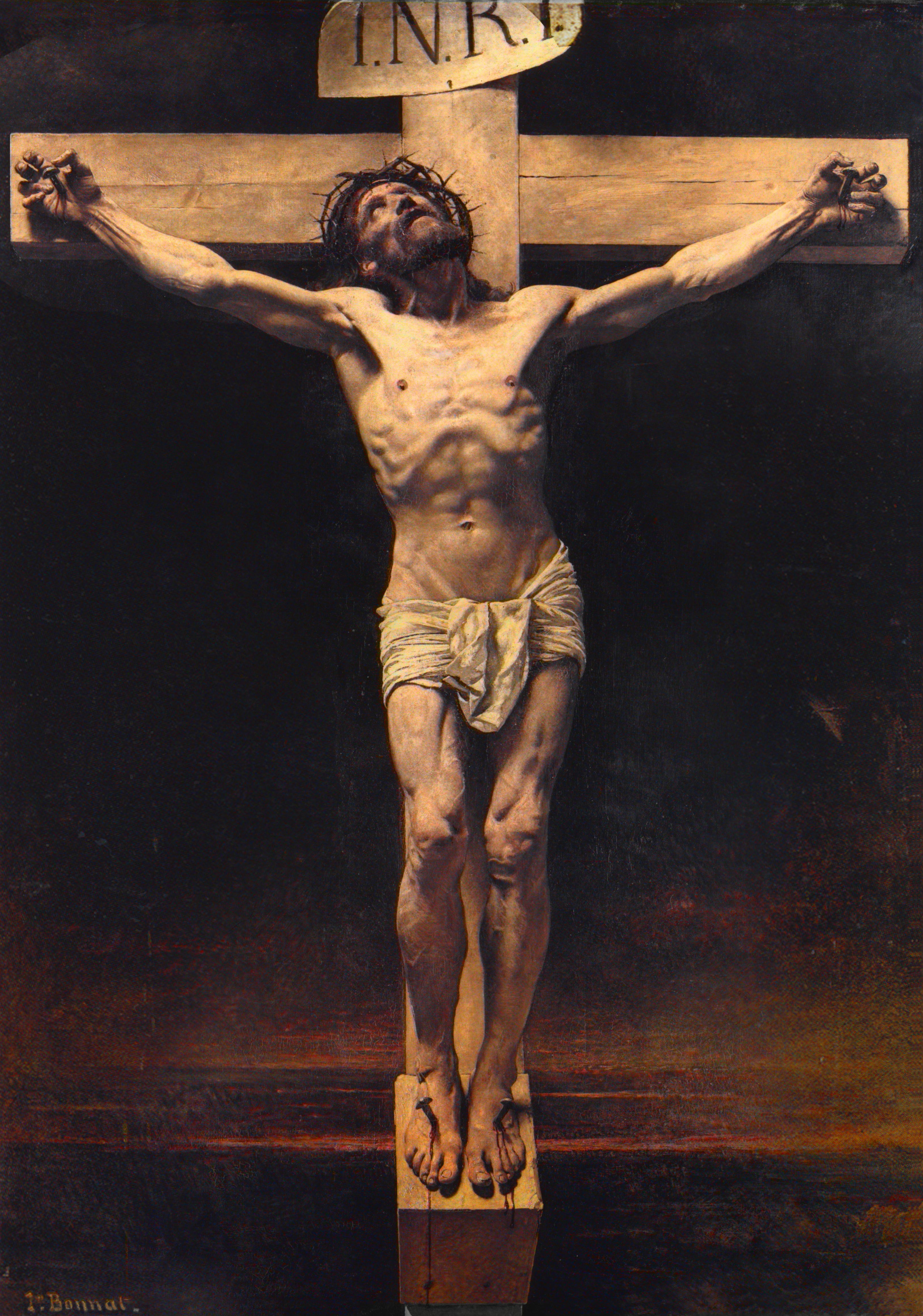
十字架上的基督，1880年
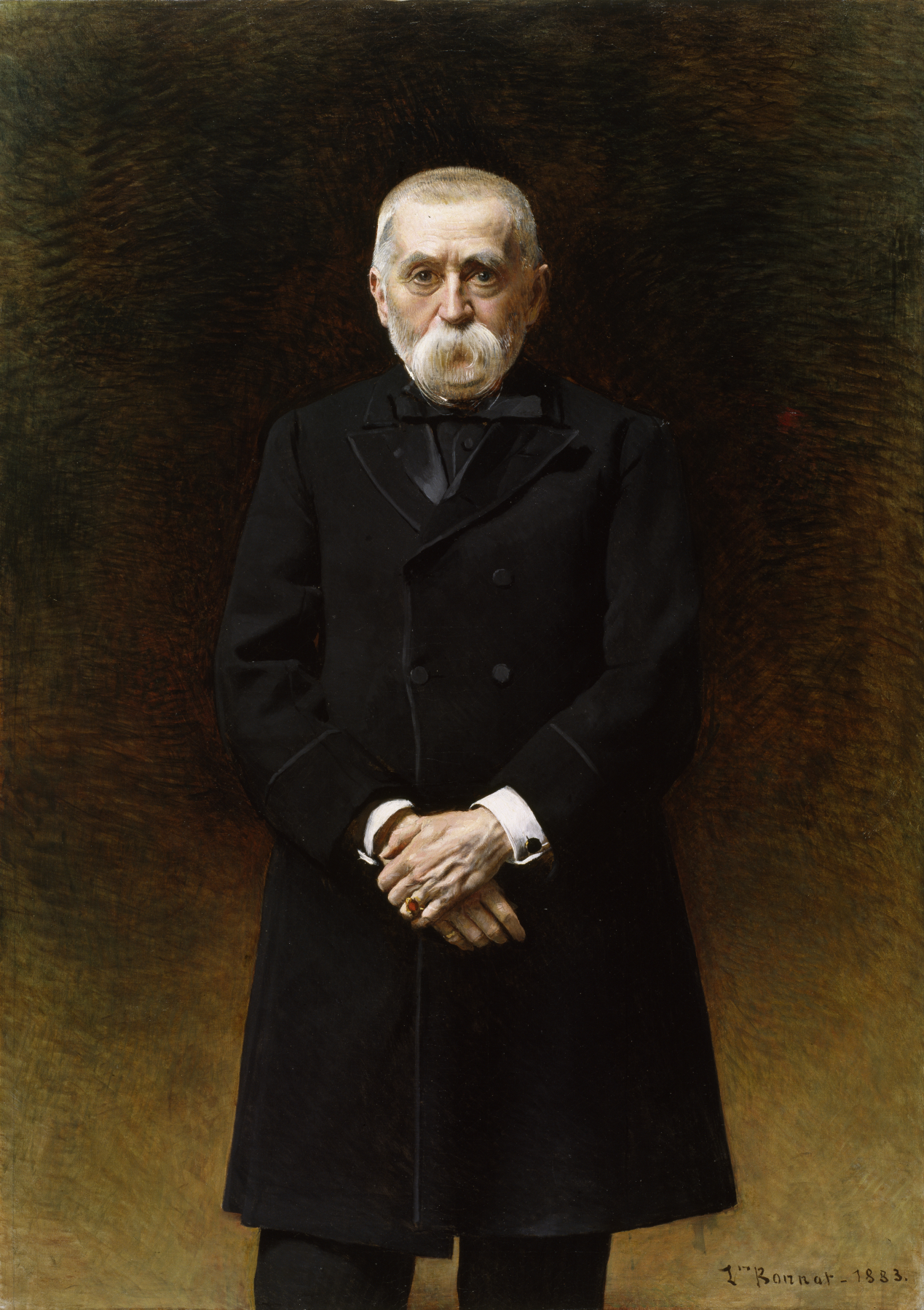
威廉·湯普森·沃爾特斯（英语：William Thompson Walters）像，1883年，沃爾特斯藝術博物館藏
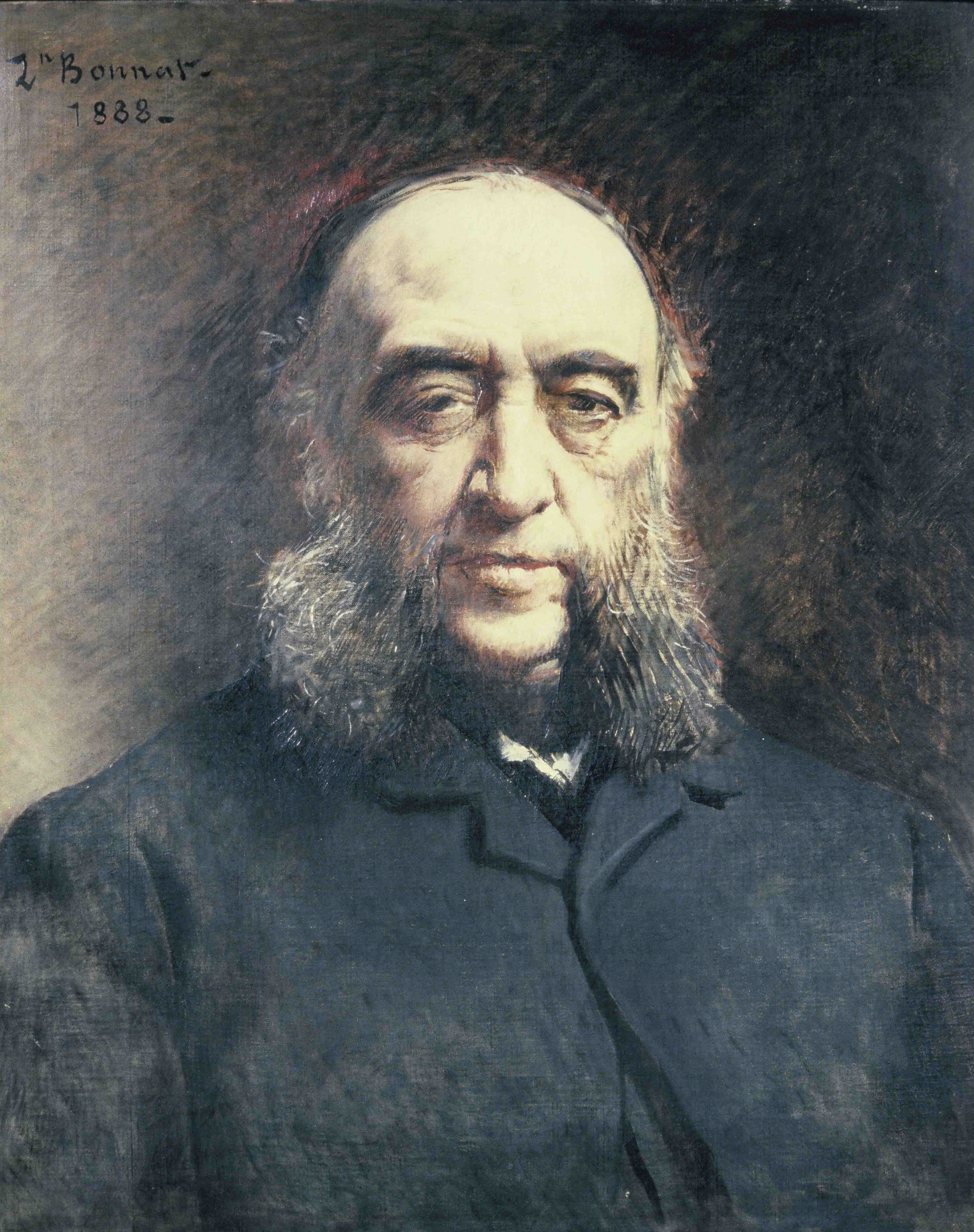
茹費理像，1888年
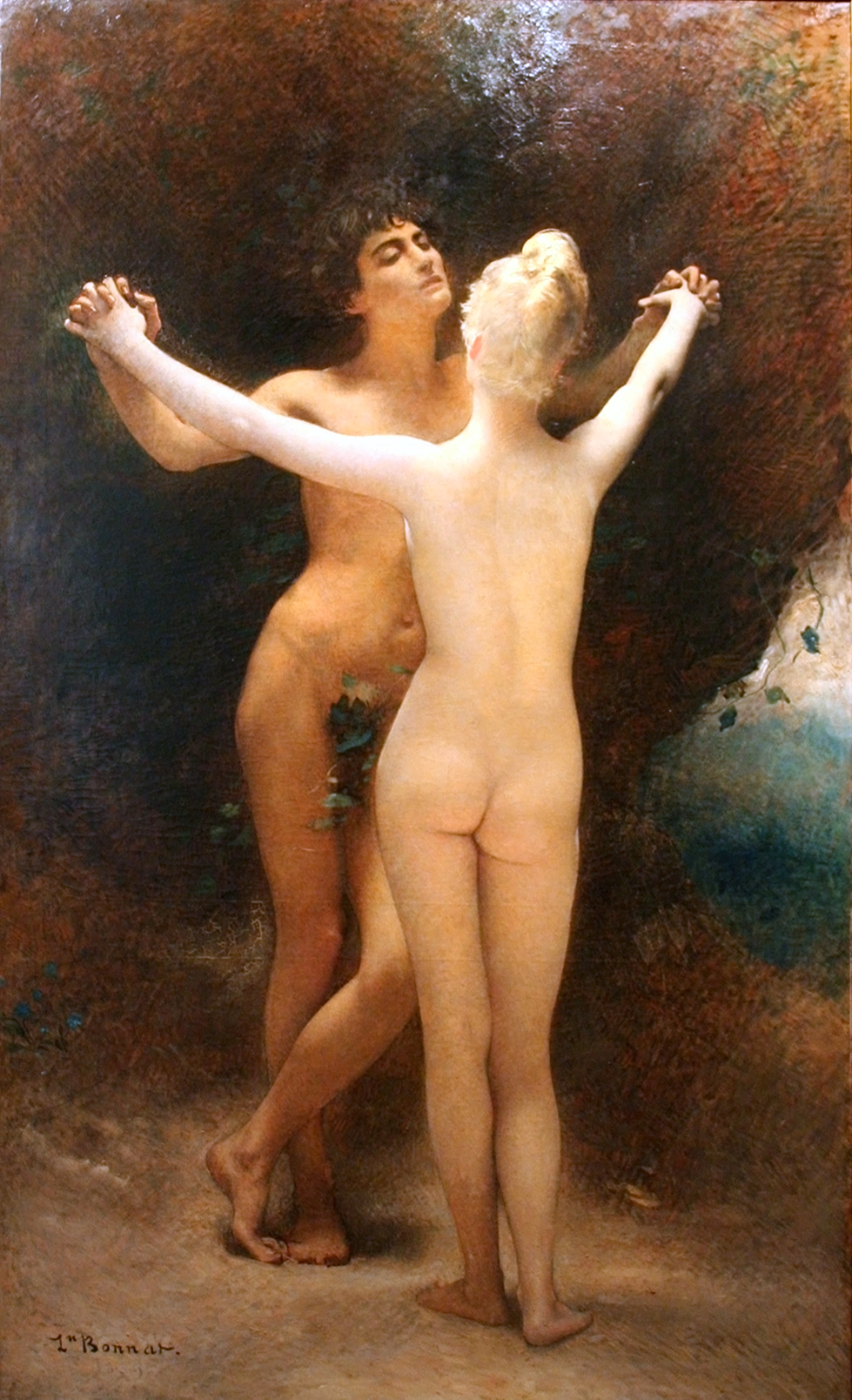
牧歌，1890年，現藏於博納博物館
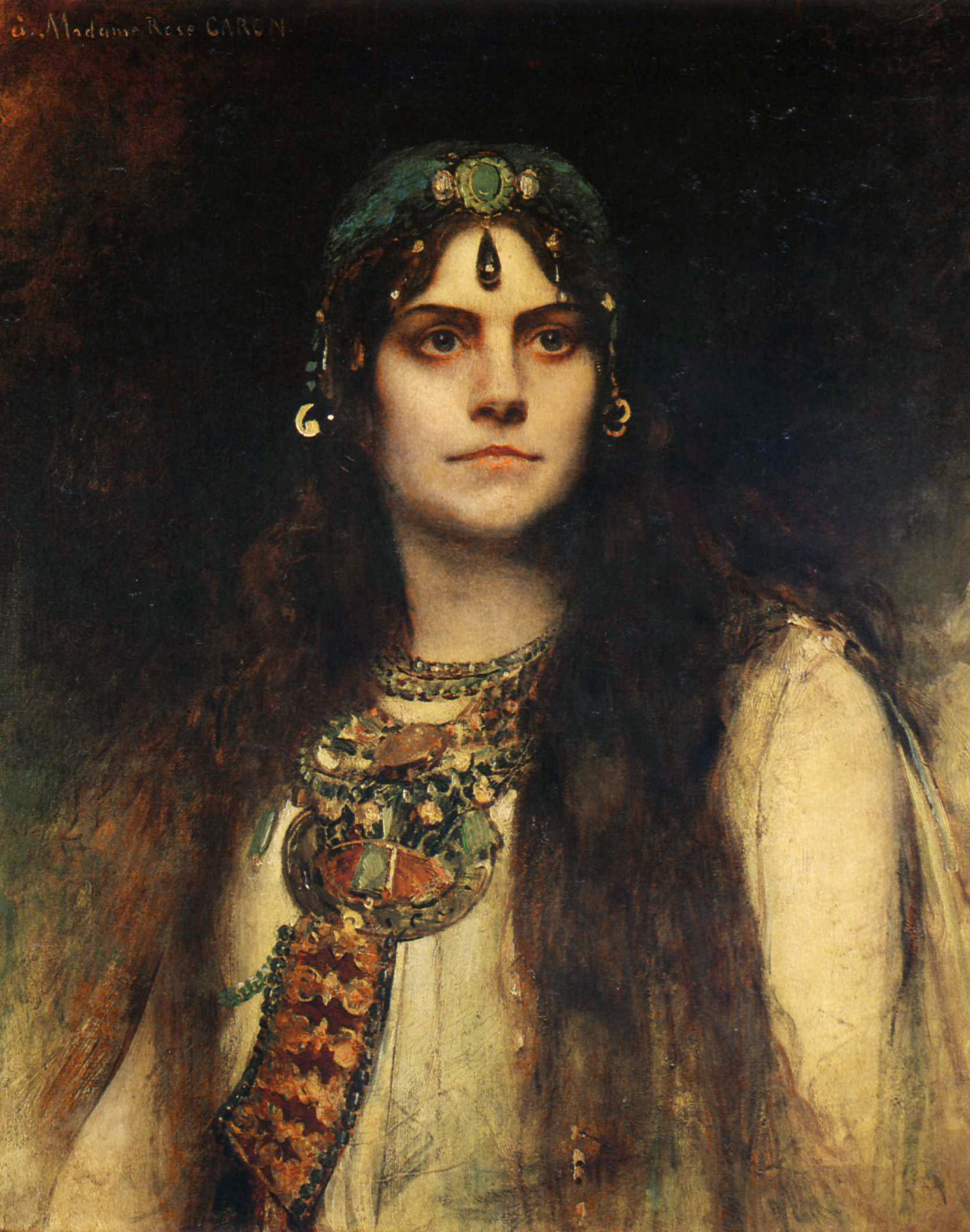
罗丝·卡龙（英语：Rose Caron）飾演萨朗波中的一角，1896年
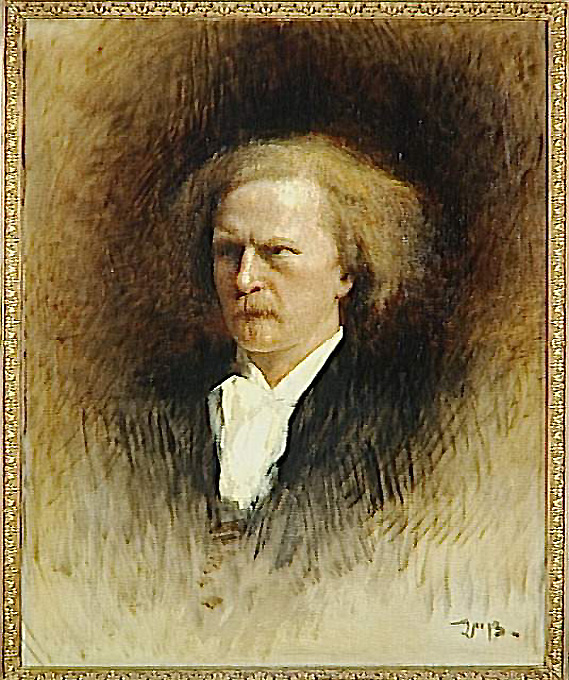
伊格纳齐·扬·帕德雷夫斯基像，約1910年